# Forcipomyia pacifica
Forcipomyia pacifica är en tvåvingeart som först beskrevs av John William Scott Macfie 1933.  Forcipomyia pacifica ingår i släktet Forcipomyia och familjen svidknott. Inga underarter finns listade i Catalogue of Life.